# مقاطعة سالين (أركنساس)
مقاطعة سالين (بالإنجليزية: Saline County)‏ هي إحدى مقاطعات ولاية أركنساس في الولايات المتحدة الأمريكية.

## أعلام
- صموئيل آدامز